# 克劳斯·金克尔
克劳斯·金克尔（德語：Klaus Kinkel，1936年12月17日—2019年3月4日），生于巴登-符腾堡州的麦琴根市，他是德国自由民主党（FDP）内的一名重要人物。
他曾在1991年—1992年任德国司法部部长，1992年—1998年出任德国外交部长，1993年—1998年任联邦德国副总理，1993—1995年任自由民主党（FDP）主席。

## 生平、职业
克劳斯·金克尔的父亲是一名内科大夫，他的幼年在黑欣根度过。1956年当他在国立Hechingen文理高中完成学业考过Abitur，随后就开始在蒂宾根、波恩和科隆攻读法学专业，并完成了第一个国家法律考试。当完成见习工作后，1965年金克尔通过了第二个国家法律考试。1964年他以论文《Die Lehre von Popitz für die Gestaltung des gemeindlichen Finanzausgleichs》获得博士学位。之后直至1968年，他在位于巴登-符腾堡州下面的巴林根县的县政府工作。1968年转至联邦内政部工作。1970年—1974年间他担任时任内政部长──汉斯-迪特里希·根舍的私人负责人，与此同时还担任部长办公室主任。
1974年当根舍开始负责外交部后，金克尔被调入这里，开始管理领导小组职员并在1979年负责领导规划小组职员。
当金克尔在1998年离开德国外交部长的职位后，日常他开始从事律师职业，并亲任“2006年世界杯残疾人足球赛（页面存档备份，存于）”大使职位。从此他开始经常性的从事许多有关残障人士社会性的工作，由此获得卡尔斯鲁厄手工业协会荣誉大师的称号，他还在波恩负责担任德国电信基金会教育方面的主席一职。
金克尔婚后拥有三个孩子，不幸的是其中一个女儿因为车祸身亡。金克尔还是天主教A.V. Guestfalia Tübingen（页面存档备份，存于）学生会的会员。